# Aliens of the Deep
Aliens of the Deep è un film documentario del 2005 girato in IMAX 3D diretto da James Cameron e Steven Quale. Cameron torna su temi a lui cari poiché già due anni prima aveva girato il documentario sottomarino Ghosts of the Abyss.

## Trama
James Cameron si imbarca a bordo della nave da ricerca Akademik Mstislav Keldysh con un gruppo di scienziati provenienti dalla NASA e dalla Russia per studiare e riprendere dieci dorsali oceaniche e le relative correnti idrotermiche. Il regista documenta le forme di vita che popolano queste profondità marine e il loro ecosistema basato sull'assenza della luce solare.
Nel documentario è palesata la grande passione che Cameron ha per il mare (in cui ha ambientato tre dei suoi film) e per le forme di vita sconosciute, siano esse aliene o terrestri; inoltre, il regista sperimenta tecniche di ripresa sottomarina innovative.

## Produzione
Il film è stato prodotto in collaborazione da Walden Media e Buena Vista Distribution. Il team di Cameron ha collaborato con un team di scienziati della NASA recandosi personalmente nelle profondità oceaniche. Si tratta di una delle prime pellicole a far uso contemporaneamente delle tecnologie IMAX e 3D.